# Calliscelio aphrodite
Calliscelio aphrodite är en stekelart som först beskrevs av Nixon 1933.  Calliscelio aphrodite ingår i släktet Calliscelio och familjen Scelionidae. Inga underarter finns listade.